# Walerij Kokow
Walerij Muchamedowicz Kokow (ros. Вале́рий Мухаме́дович Ко́ков; ur. 18 października 1941 w Tyrnyauzie, zm. 29 października 2005 w Moskwie) – prezydent Kabardo-Bałkarii (1992–2005).

## Życiorys
Kabardyjczyk, 1964 ukończył Kabardo-Bałkarski Uniwersytet Państwowy, kandydat nauk ekonomicznych, pracował w gospodarce, od 1966 członek KPZR. Od 1974 funkcjonariusz partyjny, 1978 zaocznie ukończył Wyższą Szkołę Partyjną przy KC KPZR, 1985–1988 sekretarz Kabardyno-Bałkarskiego Komitetu Obwodowego KPZR. Od listopada 1988 do 21 lutego 1990 II sekretarz, a od 21 lutego do 1 września 1990 I sekretarz Kabardyno-Bałkarskiego Komitetu Obwodowego KPZR, 1990–1991 członek KC KPZR, 1991–1993 deputowany ludowy Federacji Rosyjskiej, 1991–1992 I zastępca przewodniczącego Rady Ministrów Kabardo-Bałkarii. Od 12 stycznia 1992 do września 2005 prezydent Kabardo-Bałkarii, 1993–2001 członek Rady Federacji Zebrania Federalnego Federacji Rosyjskiej, m.in. zastępca jej przewodniczącego.

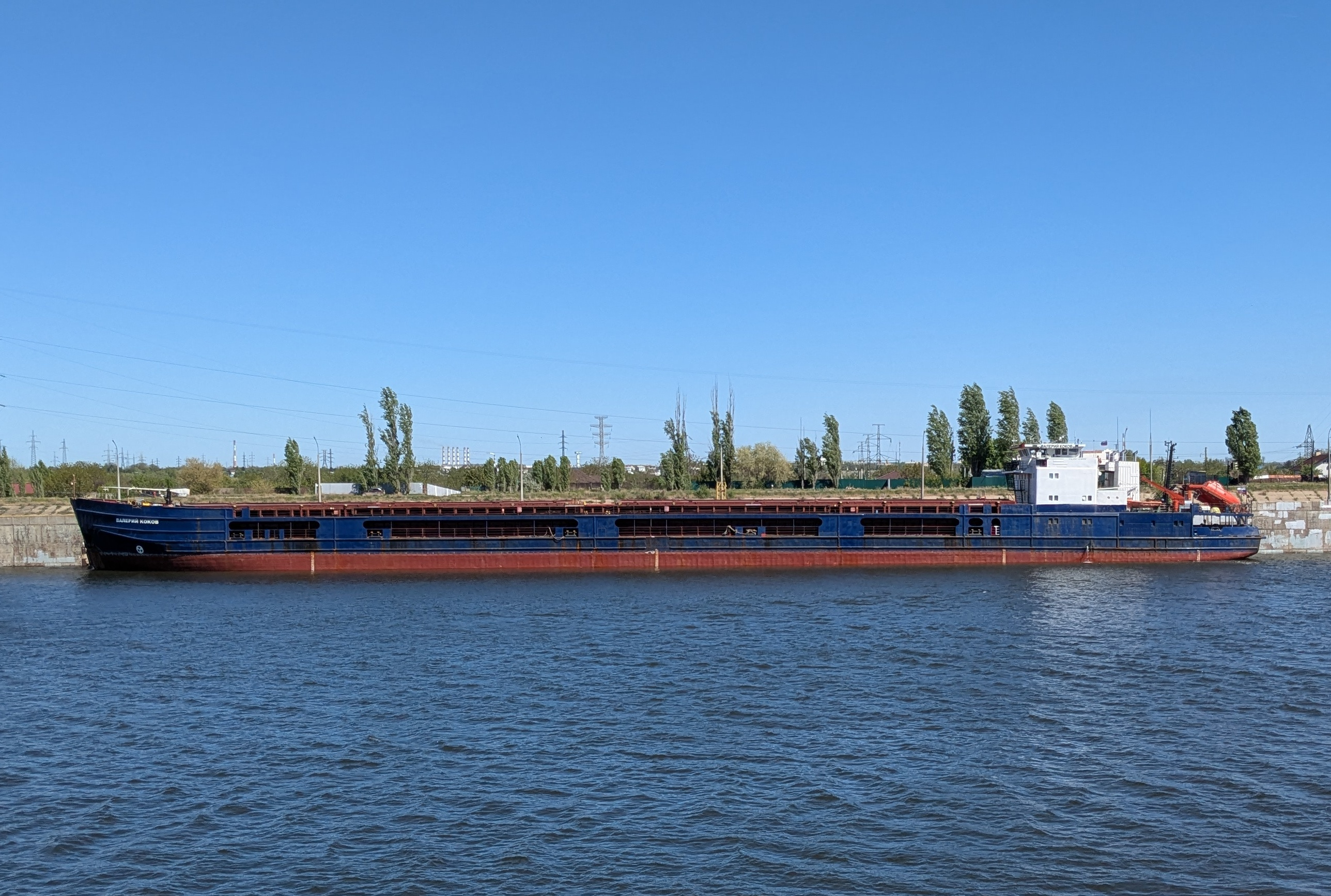
Statek "Walerij Kokow"

## Odznaczenia
- Order „Za zasługi dla Ojczyzny” II klasy
- Order „Za zasługi dla Ojczyzny” III klasy
- Order „Za zasługi dla Ojczyzny” IV klasy
- Order Rewolucji Październikowej
- Order Czerwonego Sztandaru Pracy
- Order „Znak Honoru”
- Order Przyjaźni Narodów